# Taras Boroweć
Taras Dmytrowycz Boroweć, ukr. Тара́с Дми́трович Борове́ць, ps. „Taras Bulba” (ur. 9 marca 1908 w osadzie Bystrzyce k. Ludwipola na Wołyniu, zm. 15 maja 1981 w Toronto) – ukraiński działacz polityczny, ataman konspiracyjnej Siczy Poleskiej UPA. Od lutego 1945 do 15 kwietnia 1945 dowódca ukraińskiej jednostki w służbie w III Rzeszy – Brygady Spadochronowej „Gruppe B” Ukraińskiej Armii Narodowej.

## Życiorys
Był właścicielem zakładu kamieniarskiego w miejscowości Duże Siedliszcze k. Ludwipola pow. kostopolskim. Kierował transportem granitowego narzutowego głazu z miejsca pozyskania na polach wsi wołyńskiej Bronisławka do stacji kolei wąskotorowej w Moczulance. Z tego głazu w zakładzie kamieniarskim braci Sypniewskich w Warszawie, wykonano płytę mauzoleum J. Piłsudskiego na wileńskiej Rossie. W 1933 r. założył tajną wojskowo-rewolucyjną organizację Ukraińskie Odrodzenie Narodowe. Jako program przyjęła ona walkę przeciw „polskiemu okupantowi” i „komuno-moskiewskiemu kolonializmowi” oraz ich agenturom, czyli miejscowym komunistom i funkcjonariuszom państwa polskiego. Za działalność antypaństwową T. Boroweć został w 1934 roku skazany na 3 lata więzienia i osadzony w obozie w Berezie Kartuskiej, ale już wiosną 1935 roku został zwolniony za „wzorowe zachowanie”. Od jesieni 1935 roku do zimy 1937 roku był zaangażowany w organizację kamieniołomu we wsi Korpiłowka. Od zimy 1937 roku, z powodu zakazu zamieszkiwania na terenach przygranicznych, przeniósł się do Warszawy, gdzie przebywał aż do jej zdobycia przez wojska niemieckie jesienią 1939 roku.

### Sicz Poleska
Po agresji III Rzeszy i ZSRR na Polskę organizował w latach 1940–1941 na terenie północnego województwa wołyńskiego (okupowanego przez ZSRR) ukraińskie podziemie zbrojne w postaci „Siczy Poleskiej” na rozkaz prezydenta Ukraińskiej Republiki Ludowej na uchodźstwie Andrija Liwickiego (do spotkania z przedstawicielem URL miało dojść na terenie Generalnego Gubernatorstwa). Konspirację kontynuował i rozszerzył po ataku III Rzeszy na ZSRR, tworząc w próżni politycznej zarządzane przez Sicz Poleską terytorium, tolerowane przez Niemców z uwagi na ich skuteczne zwalczanie sowieckiej dywersji.
Wraz z przesuwaniem się frontu dalej na wschód i utworzeniem administracji cywilnej na terenie południowego Polesia relacje między Siczą, a Niemcami ulegały pogorszeniu, ponieważ komisarz Rzeszy dla Ukrainy Erich Koch postrzegał formacje typu „Poleskiej Siczy” za już niepotrzebne. W późniejszych relacjach Bulba twierdził, iż był świadomy tej zmiany nastawienia ze strony niemieckiej i dlatego zaczął opracowywać plan przeniesienia swoich oddziałów do podziemia. W tym celu miał zamiar formalnie rozwiązać formację, odesłać członków do domów, a następnie potajemnie zorganizować nowy sztab i nową bazę dla przyszłych partyzanckich akcji, kiedy nadejdzie odpowiedni moment. Za pretekst do rozwiązania Siczy miało posłużyć ultimatum skierowane do generała Karla Kitzingera, żądające zwiększenia dopuszczalnej liczby członków Siczy do 10 tysięcy partyzantów pod groźbą rozwiązania formacji. Plan ten jednak musiał ulec częściowej zmianie, ponieważ w Równem Bulba miał dowiedzieć się od generała, że takie kwestie nie leżą już w jego kompetencjach na tym terenie.
Bezpośrednio po powrocie z Równego do Olewska Taras miał otrzymać od obwodowego dowództwa SD pisemny rozkaz rozstrzelania wszystkich żydowskich mieszkańców Olewska do dnia 19 listopada 1941 roku. W odpowiedzi Boroweć miał zlecić swojemu podkomendnemu przekazanie przybyłemu z Żytomierza esesmanowi wiadomości, iż odmawiają oni wykonania rozkazu, ponieważ „Poleska Sicz” jest ukraińskim oddziałem wojskowym, który nie podlega jurysdykcji niemieckiej władzy cywilnej oraz że zadaniem Siczy jest walka z uzbrojonym przeciwnikiem, konkretnie z sowiecką wojskową dywersją, a nie z ludnością cywilną. Dodatkowo miał oświadczyć, że w wyniku braku porozumienia z Kitzingerem odnośnie dalszego istnienia Siczy, jako odrębnego oddziału ukraińskiego, w dniu 15 listopada 1941 roku dokonano rozwiązania formacji oraz olewskiego sztabu i wszyscy partyzanci mają wrócić do cywila. Oburzony kapitan SS Hitschke miał na to odpowiedzieć, że nie przywiózł z Żytomierza swoich podwładnych tylko dlatego, iż wiedział o garnizonie Borowcia, a następnie miał siłą zmobilizować 2 oficerów i 60 zdemobilizowanych kozaków „Poleskiej Siczy” w celu rozstrzelania 535 olweskich Żydów. Na zebraniu rady oficerów Siczy decyzja ta miała zostać potępiona i nazwana hańbiącą. Później strona niemiecka podawać będzie odmienną wersję wydarzeń od relacji Bulby, twierdząc, że Sicz została rozwiązana przez wojsko niemieckie, a Sicherheitsdienst o istnieniu formacji nie miało pojęcia.
Po oficjalnej demobilizacji oddziału Taras, dzięki wsparciu Romana Petrenki, został zatrudniony na stanowisko komendanta policji w Sarnach, lecz nie w celu wypełniania obowiązków służb porządkowych, a żeby mieć dokumenty zezwalające mu na swobodne poruszanie się w terenie i tworzenie nowych struktur. Administracja ignorowała jego ciągłą nieobecność i wyjazdy w bliżej nieznane jej miejsca. Bulba zszedł do podziemia w styczniu 1942 roku, kiedy uprzedzono go o możliwym aresztowaniu.

### Ukraińska Powstańcza Armia

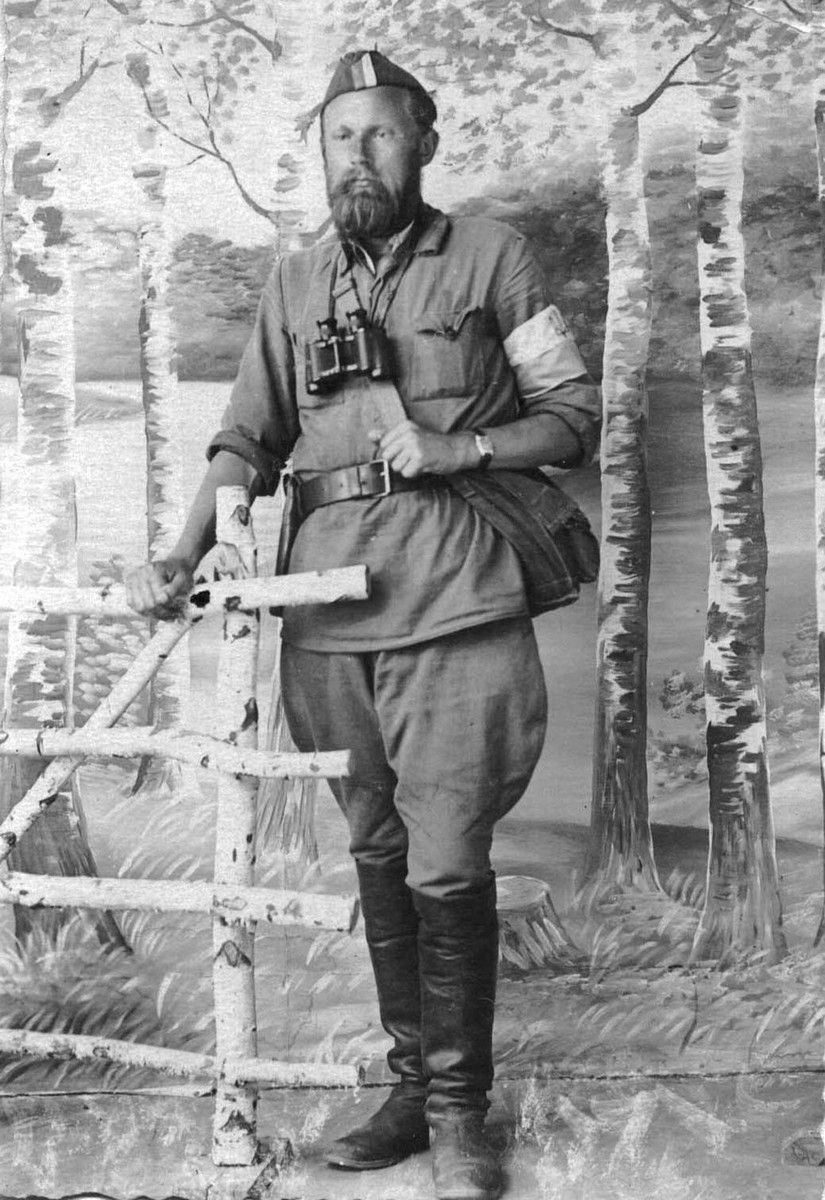
Mimo ograniczonej terytorialnie działalności partyzantka Bulby stała się szeroko rozpoznawalna wśród ludności ukraińskiej dzięki udanej akcji propagandowej, składającej się m.in. z rozprowadzania wśród mieszkańców fotografii Borowcia.

Wiosną 1942 roku UPA Bulby-Borowcia, zajmująca się do tej pory tylko oczyszczaniem Polesia z sowieckiej dywersji, zaczęła od 16 kwietnia przeprowadzać też akcje kontrterroru wobec niemieckiej administracji cywilnej, która zaczęła podejmować się operacji wymierzonych w ludność ukraińską na Wołyniu.
W lipcu 1942 roku Bulba-Boroweć nawiązał kontakty z OUN-M, dzięki czemu mógł pozyskać wojskowych specjalistów dla Pierwszej UPA. Miesiąc wcześniej Taras miał, jak sam wspominał, prowadzić rozmowy z Sowietami we wsi Stara Huta, które jednak nie przyniosły żadnych rezultatów. Podobnie miało być przy próbach nawiązania kontaktu ze stroną polską poprzez Bronisława Chodorowskiego, będącego polskim działaczem narodowym oraz prywatnie znajomym Borowcia. Według Tarasa ludność polska miała być zbyt zahipnotyzowana „sojuszem” Sikorskiego ze Stalinem, a polskie podziemie kierowane przez Jana Kamińskiego miało woleć współpracę z radzieckim wywiadem w osobie Nikołaja Kuzniecowa, co nie jest zaskoczeniem w obliczu współczesnej wiedzy o Kamińskim. Mimo starań Borowcia zarówno siły sowieckie jak i polskie musiały pozostać zakwalifikowane do przeciwników ukraińskiej sprawy.

### Negocjacje w Mokwinie
W listopadzie 1942 roku działalność i liczebność „Poleskiej Siczy-UPA” Bulby-Borowcia zmusiła dr Karla Pütza, szefa SD Wołynia i Podola, do szukania porozumienia między siłami niemieckimi, a bulbowcami. Do rozmów doszło we wsi Mokwin dnia 23 listopada. W ich trakcie strona niemiecka w postaci Pütza określiła okoliczności, które doprowadziły do rozwiązania „Poleskiej Siczy” (zdaniem Pütza to wojsko rozwiązało formację, a SD nic o niej nie wiedziało), nieporozumieniem i zaoferowała kozakom Bulby włączenie do Schutzmannschaftów lub możliwość powrotu do cywilnego życia z gwarancją nietykalności. W odpowiedzi Ataman Bulba stwierdził, że nie może się zgodzić na współpracę tak długo jak w mocy pozostaje nowa linia polityczna Niemców, która tłamsi ukraińskie dążenia niepodległościowe i postrzegana jest przez nich jako zdrada oraz zniewaga. Aby móc podjąć się na nowo współpracy Taras domagał się kompletnej zmiany stosunku Niemców do Ukrainy, przy czym proponował, żeby na dobry początek Niemcy wprowadzili amnestię dla wszystkich ukraińskich więźniów politycznych oraz represjonowanych. Pütz w trakcie całego spotkania bronił ówczesnej linii politycznej Niemiec, argumentując, że wynika ona z konieczności wsparcia wysiłku wojennego Rzeszy, a sama Ukraina nie powinna być przeciwna wsparciu gospodarczemu, ponieważ jest Niemcom dłużna wsparcie za jej wyzwolenie. W przypadku amnestii powiedział, że może ona objąć wyłącznie więzionych podkomendnych Bulby-Borowcia, ponieważ nad pozostałymi partyzantami Taras nie ma żadnej kontroli, szczególnie nad banderowcami, którzy stanowią poważne zagrożenie zarówno dla Niemców jak i organizacji Bulby. Taras odpowiedział, że przynależność polityczno-partyjna więźniów nie ma dla niego żadnego znaczenia, natomiast był ciekaw w jaki sposób stanowią oni zagrożenie dla strony niemieckiej, na co Pütz stwierdził, że sabotują oni gospodarczo Niemcy, m.in. odmawiając wykonywania kontyngentów oraz wysyłania robotników. Bulba na to stwierdził, że do sabotaży by nie dochodziło gdyby istniało państwo ukraińskie, z którym Niemcy na równi współpracowałyby, a tak to nie pozostaje im nic innego jak walka w podziemiu. Dodał również, że Ukraińcy są przeciwko niemieckiemu rozdzielaniu ziemi ukraińskiej na liczne dystrykty, komisariaty czy oddawaniu jej innym państwom (włączenie obszaru Halicji do Generalnego Gubernatorstwa, oddanie Transnistrii Rumunii). Pütz powtórzył oficjalne niemieckie stanowisko mówiące, że sprawa przyszłości Ukrainy nie może być obecnie tematem rozmów ze względów wojskowo-ekonomicznych i dodał, że Ukraińcy nie mają nawet wykształconych kadr administracyjnych do zarządzania bytem państwowym, czemu Bulba zdecydowanie zaprzeczył, mówiąc, że inteligencji ukraińskiej nie brakuje, tylko jest ona wyniszczana przez Niemców głodem i przymusowymi robotami. Wymienił także wszystkie działania, które Niemcy prowadzą w celu wyniszczenia kulturowego i biologicznego narodu ukraińskiego, uniemożliwiające powrót do przyjaznych stosunków. Strona niemiecka oznajmiła, że wyniszczeniu podlegają wyłącznie wrogowie Niemiec. Po wymianie kolejnych zdań odnośnie pozostałych zarzutów Pütz zaczął domagać się ostatecznej decyzji od Borowcia, jednakże ten powiedział, że musi najpierw porozumieć się ze swoim sztabem i odpowie za czternaście dni, kończąc tym samym spotkanie. Ostatecznie Bulba-Boroweć odrzucił oferowane propozycje, dodając w odpowiedzi, że intensyfikacja niemieckich ataków na ludność ukraińską skutkować będzie adekwatną odpowiedzią z ich strony.

### Rozmowy z innymi przedstawicielami strony niemieckiej
Poza dr Pützem Taras Boroweć prowadził również rozmowy z gebietkomisarzem Beyerem, reichkosmiarzem Erichem Kochem, feldmarszałkiem Keitlem oraz rządem III Rzeszy. Podobnie jak w przypadku Karla Pütza Boroweć postulował, że tylko zmiana polityki Niemiec wobec Ukrainy może realnie pomóc w walce przeciwko Armii Czerwonej, a jego formację przekonać do oficjalnej współpracy z siłami zbrojnymi Rzeszy. W swojej korespondencji szczególnie potępiał i podkreślał konieczność przerwania akcji wymierzonych w ludność cywilną, m.in. zwracał się do Ericha Kocha w sprawie zaprzestania stosowania odpowiedzialności zbiorowej, powołując się na masakrę wsi Ozirce, która została dokonana 15 grudnia 1942 roku z powodu znalezienia w okolicy tej wioski patrolu sowieckich spadochroniarzy-partyzantów. Co ciekawe Bulba napisał, iż nie ma dla niego znaczenia, że wieś Ozirce była zamieszkana w 90% przez Polaków, ponieważ dla niego nadal byli oni częścią ludności Ukrainy, a przelewania krwi niewinnych obywateli Ukrainy on i jego ludzie nie mogą tolerować, niezależnie od narodowości ofiar.
Mimo braku zawarcia formalnego porozumienia, konfliktów oraz nieufności, jak w przypadku spotkania w Mokwinie czy akcji kontrterrorystycznych z 1942, Taras Bulba-Boroweć był w stanie zawierać tajne porozumienia ze stroną niemiecką. Kiedy w marcu 1943 roku dowodził partyzantką likwidującą radzieckie oddziały spadochronowo-partyzanckie to otrzymywał niejawnie niemieckie zaopatrzenie wojskowe, a w przypadku przesunięcia się linii frontu na zachód miał kontynuować działania na tyłach Armii Czerwonej.

### Próby porozumienia z polskim podziemiem
Bulba-Borowec podejmował także próby rozmów z przedstawicielami polskiego podziemia. 16 czerwca 1943 roku wydał on odezwę do Polaków, w której wezwał ich do podjęcia wspólnej walki narodowowyzwoleńczej z dwoma wspólnymi wrogami - Sowietami i Niemcami. Kwestię polsko-ukraińskich sporów terytorialnych proponował odłożyć na okres powojenny, do rozstrzygnięcia przez rządy obu niepodległych państw. Ponieważ Polacy stali twardo na stanowisku restytucji granic sprzed sowieckiej agresji z września 1939 roku, rozmowy nie przyniosły żadnego rezultatu..

### Stosunek do OUN-B

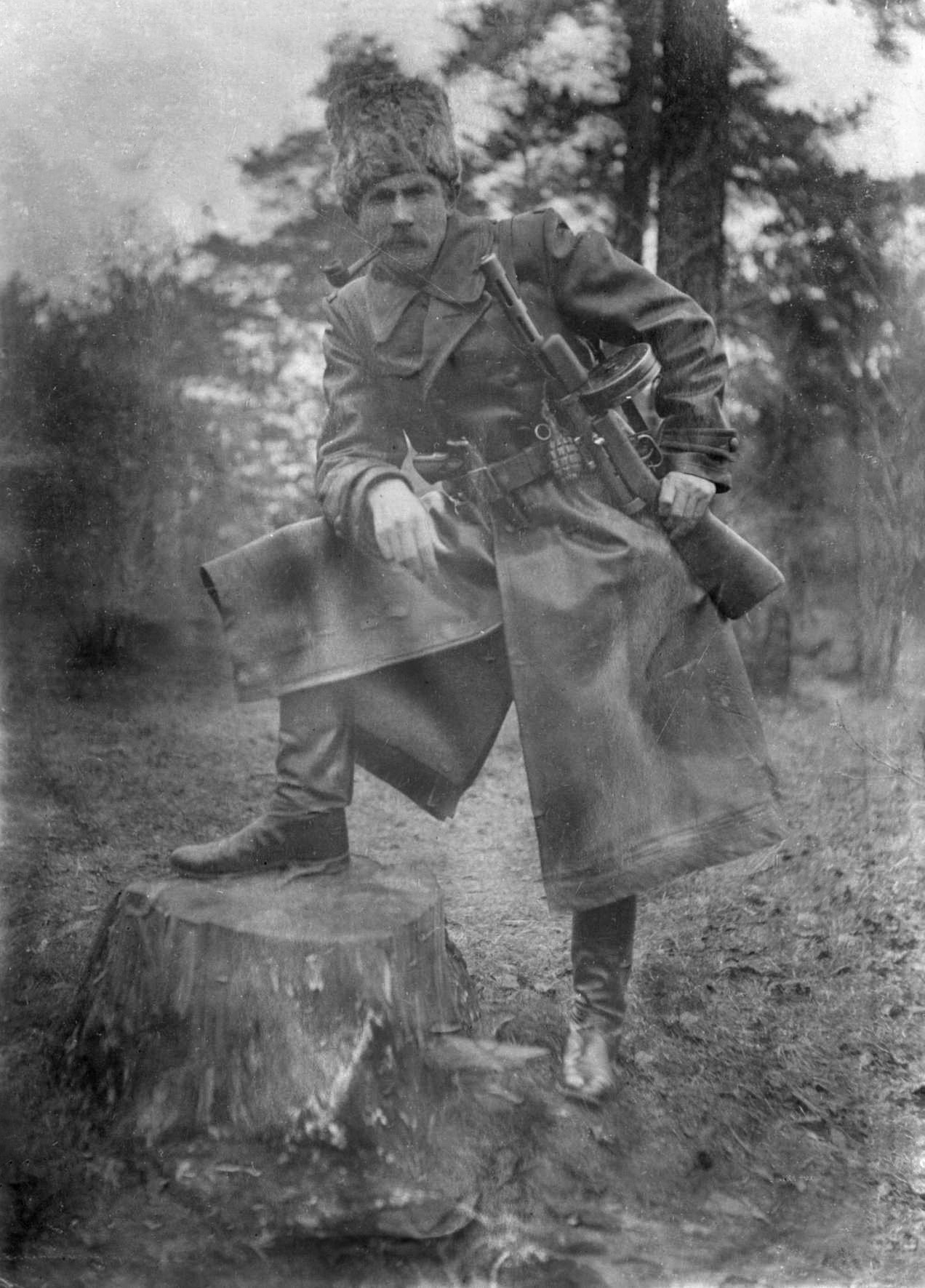
Taras „Bulba” Boroweć, 1942 rok

Według jednych źródeł Boroweć potępiał dyktatorskie zapędy banderowców oraz stanowczo odrzucał składane mu przez nich propozycje „oczyszczania terytorium ukraińskiego z ludności polskiej”, według innych źródeł prawdopodobnie, podległe mu oddziały brały udział (obok OUN-B) w morderstwach dokonywanych na ludności polskiej. Możliwe, że niejasność ta wynika z faktu, iż banderowcy przywłaszczyli sobie nazwę „Ukraińska Powstańcza Armia” od bulbowców, przez co miejscowa ludność często nie była w stanie odróżnić obydwu grup, na czym przy okazji zależało OUN-B. 
Sam Taras Boroweć w swoim liście otwartym do kierownictwa OUN-B jednoznacznie potępiał mordy na polskiej ludności cywilnej i innych mniejszości narodowych przez wojskowe oddziały OUN-B, określając ich zachowanie jako haniebne oraz zbędne. Sugerował nawet, że mogą być one inicjowane przez siły niemieckie i sowieckie na zasadzie „dziel i rządź”. Jako alternatywę postulował szukanie porozumienia między narodami będącymi pod okupacją, a kwestię własności terytoriów proponował odłożyć na czas późniejszy, już po wyzwoleniu.

Czy prawdziwy rewolucjonista-państwowiec może podporządkować się przywództwu partii, która budowę państwa rozpoczyna od wyrzynania mniejszości narodowych i obłędnego palenia ich domostw? Ukraina ma bardziej groźnych wrogów, niż Polacy. Każde dziecko wie, [że] wyniszczenie kilkuset Polaków w niektórych obwodach nie zlikwiduje polskiego niebezpieczeństwa dla Ukrainy. Naród polski tak czy inaczej istnieje, i jak długo będzie on w tej samej niewoli, co i my, tak długo w następstwie okoliczności będzie on nie naszym wrogiem, a sojusznikiem. Jakie zamiary mogą mieć Polacy wobec nas w przyszłości i jak ułożą się nasze stosunki – to inna rzecz. Dziś, zamiast wzajemnego wyrzynania się, musimy montować jeden front rewolucyjny wszystkich narodów zniewolonych przeciwko okupantom, a nie tworzyć sobie zbędne fronty. I akurat dlatego gestapo i NKWD tego sojuszu zniewolonych narodów boją się, dlatego też napuszczają jeden naród na drugi i tumanem nowych idei rozbijają narody, dzieląc je na wrogów politycznych.

W tym samym liście poruszył też temat przywłaszczenia nazwy UPA (z której bulbowcy postanowili sami zrezygnować na rzecz UNRA), zaprzeczył rozsiewanej plotce jakoby masakry miały być dokonywane z jego rozkazu oraz powtórzył swoje wysyłane już wcześniej wezwanie do zrezygnowania z banderowskich dążeń do zdobycia niepodzielnej władzy na rzecz wspólnego frontu narodowego.

Do wysłania do Was tego listu otwartego zmusiła mnie Wasza robota w terenie, która wchodzi w takie stadium, w którym do walk bratobójczych został jeden tylko krok. O tym mówią Wasi przywódcy, odrzucając wszelkie rozmowy i porozumienia, wymagając absolutnego podporządkowania wyłącznie przywództwu Waszej OUN. Oni otwarcie oświadczają, że dla osiągnięcia swej partyjnej dyktatury nie zawahają się rozpocząć bratobójczej wojny, nawet gdyby ona miała narodowi ukraińskiemu kosztować nie setki, a miliony ofiar.
Z tych względów pozwolę sobie zapytać Was: o co Wy walczycie? O Ukrainę, czy o Waszą OUN? O Państwo Ukraińskie, czy o dyktaturę w tym państwie? O naród ukraiński, czy tylko o swoją partię?

W czerwcu 1943 roku banderowcy postanowili siłą podporządkować sobie partyzantkę Borowcia. 19 sierpnia 1943 roku rozbili sztab Siczy Poleskiej oraz wzięli do niewoli żonę Tarasa - Annę Opoczenską-Boroweć. W listopadzie 1943 r. zamordowano ją.

### Ukraińska Armia Narodowa
Po rozbiciu oddziałów Siczy Poleskiej UPA i przyłączeniu jej resztek do Ukraińskiej Powstańczej Armii, T. Boroweć został podstępem aresztowany przez Niemców i umieszczony w obozie koncentracyjnym w Sachsenhausen w tzw. Zellenbau - oddziale dla więźniów specjalnych, gdzie od września 1941 r. przebywali już Stepan Bandera i Jarosław Stećko, od połowy 1943 r. Stefan Rowecki, a od przełomu 1943/1944 r. Andrij Melnyk. Uwolniony przez Niemców we wrześniu 1944 r., w związku z koncepcją utworzenia Ukraińskiej Armii Narodowej, został awansowany do stopnia generała UNA i mianowany dowódcą nowo tworzonej Brygady Spadochronowej „Gruppe B”.

### Po wojnie
Po upadku III Rzeszy Boroweć został odnaleziony 19 sierpnia 1945 roku przez siły brytyjskie na terenie ich strefy okupacyjnej. Został tam zatrzymany m.in. pod zarzutem dokonania zbrodni przeciwko polskiej ludności cywilnej. W wyniku śledztwa ustalono, że oddziały podporządkowane Bulbie nie brały udziału w mordowaniu mniejszości narodowych na Ukrainie, a winę za to ponoszą wyłącznie banderowcy. Ostatecznie Boroweć został wypuszczony 14 sierpnia 1946 roku.
Od 1948 r. przebywał na emigracji w Kanadzie. Był autorem książki-wspomnień pt. „Armija bez derżawy. Sława i trahedija ukrajinśkoho powstanśkoho ruchu” («Армія без держави. Слава і трагедія українського повстанського руху»; Kijów-Toronto-Nowy Jork, 1996).